# Онстед (Мичиген)
Онстед (енгл. Onsted) град је у америчкој савезној држави Мичиген.

## Демографија
По попису из 2010. године број становника је 917, што је 104 (12,8%) становника више него 2000. године.
| Група             | 2000.       | 2010.       |
| Белци             | 776 (95,4%) | 870 (94,9%) |
| Афроамериканци    | 1 (0,1%)    | 2 (0,2%)    |
| Азијати           | 1 (0,1%)    | 4 (0,4%)    |
| Хиспаноамериканци | 16 (2,0%)   | 15 (1,6%)   |
| Укупно            | 813         | 917         |